# Megatherium
Megatherium (od grč. mega [μέγας] – "velika" i therion [θηρίον] "zvijer") bio je rod kopnenih ljenivaca veličine slona koji su od kasnog pliocena do kraja pleistocena bili endemični za Srednju i Južnu Ameriku. Samo nekolicina sisavaca bili su veći od njega, među njima i mamuti i Paraceratherium.

## Opis
Megatherium je bio jedna od najvećih poznatih vrsta sisavaca, s težinom od 4 tone i dužinom od glave do repa od 6 m. Najveći je poznati kopneni ljenivac, jednake veličine kao i današnji slonovi, a u njegovo vrijeme po veličini bi ga pretekle samo neke vrste mamuta. Iako je pretežno bio četveronožan, otisci njegovih stopala pokazuju da je mogao zauzeti dvonožnu pozu. Taj ljenivac, kao i današnji mravojedi, hodao je rubovima stopala zato što su mu ogromne kandže onemogućavale da ih drži ravno na tlu. Vrste roda Megatherium bile su pripadnici bujne pleistocenske megafaune, velikih životinja koje su živjele tokom epohe pleistocena.
Megatherium je imao snažno građen skelet s velikom zdjelicom i širokim, mišićavim repom. Njegova veličina omogućavala mu je da se hrani vegetacijom do koje ostali tadašnji biljojedi nisu mogli doprijeti. Uspravljanjem na snažne zadnje noge i korištenjem repa kao trećeg uda, Megatherium je mogao podržavati ogromnu težinu svog tijela dok je koristio zakrivljene kandže na dugim rukama kako bi spustio grane s najboljim lišćem. Smatra se da je imao i dug jezik, kojim bi privlačio lišće u usta, slično kao i današnji ljenivci.

## Taksonomija i evolucija
Čini se da su podrod i vrsta Megatherium (Pseudomegatherium) tarijense mlađi sinonimi za M. americanum i da predstavljaju samo malenu jedinku. Kopneni ljenivci, kao i ostali pripadnici Xenarthra, razvili su se u izolaciji u Južnoj Americi dok je ona tokom paleogena bila kontinent-otok. Tokom pliocena došlo je do nastanka Središne Amerike i izumiranja većine autohotne južnoameričke megafaune. Kopneni ljenivci su većim dijelom ostali van tog utjecaja i nastavili su živjeti unatoč kompeticiji s novopridošlim vrstama sa sjevera. Kopneni ljenivci su zapravo spadali u razne južnoameričke životinje koje su se preselile na sjever, gdje su se i nastanile i opstale do kasnog pleistocena.
Neki smatraju da je miocenski Promegatherium, velik kao nosorog, predak Megatheriuma. Najstarija (i najmanja) vrsta roda Megatherium je M. altiplanicum iz pliocenske Bolivije. Bio je vrlo sličan rodu Promegatherium i također otprilike velik kao i nosorog. Vrste roda Megatherium su tokom evolucije postajale sve veće i veće, a najveća vrsta (M. americanum iz kasnog pleistocena) bila je veličine afričkog slona.

## Stanište
Megatherium je nastanjivao šumska i otvorena travnata staništa u Južnoj Americi gdje je bio endemska vrsta do prije oko 10 000 godina. Ti najmlađi primjerci pronađeni su u Cueva del Milodon ("Pećina Mylodona") u patagonijskom dijelu Čilea. Njegov bliski srodnik, Eremotherium, nastanjivao je tropska staništa sjevernije od toga, te Sjevernu Ameriku.

## Paleobiologija
Megatherium je uglavnom živio u grupama, ali moguće je i da je živio samotno u pećinama. Iako je pretežno bio biljojed, predloženo je da je možda koristio svoju veličinu i snagu kako bi preuzeo strvine od sabljozube mačke Smilodona ili kako bi lovio i hranio se velikim oklopljenim gliptodontima. Taj ljenivac je milijunima godina živio siguran od grabežljivaca, pa je vjerojatno bio dnevna životinja.
Megatherium je bio biljojed koji se hranio biljkama kao što su juke (Yucca), agave i trava. Iako se pretežno hranio niskim biljkama, mogao se i uspraviti na zadnje noge, koristeći rep kao treću nogu radi održavanja ravnoteže, kako bi dosegnuo do više vegetacije. Imao je jednostavne zube kojima je mljeo hranu prije gutanja, a u tom su mu procesu pomagali dobro razvijeni obrazni mišići. Njegov stomak mogao je probaviti vrlo grubu i vlaknastu hranu. Vjerojatno je provodio mnogo vremena odmarajući se kako bi probava tekla lakše.
Jedna nedavna morfo-funkcionalna analiza ukazuje na to da je čeljust vrste M. americanum bila prilagođena za jak vertikalni zagriz. Zubi su mu bili hipsodontni i bilofodontni. Smatra se da je zubima više sjekao nego mrvio, te da vlaknaste biljke nisu bile glavni dio njegove ishrane.
Iako je predložena ideja da je Megatherium bio djelomično mesojed, to je i dalje vrlo kontroverzno. Richard Fariña i Ernesto Blanco pri Universidad de la República u Montevideu analizirali su skelet vrste M. americanum i otkrili da je njegov olecranon (dio lakta na koji su prikačeni mišići tricepsa) bio vrlo kratak. Ta prilagodba može se pronaći kod mesojeda i povećava brzinu, a ne snagu. Istraživači kažu da je to omogućavalo vrsti M. americanum da koristi svoje kandže kao bodeže. Predložili su i da je Megatherium otimao strvine od Smilodona kako bi dodao još hranjivih tvari svojoj ishrani. Na osnovu procijenjene brzine i mehaničke prednosti njegovog bicepsa, smatra se da je mogao prevrnuti odrasle gliptodonte (velike oklopljene pripadnike Xenarthra u srodstvu s pasancima) kako bi se hranio njima ili ih ubio. Međutim, drugi zoolozi su tu ideju opisali kao "maštovitu".

## Izumiranje
Na jugu je Megatherium opstao do prije oko 10 500 godina. Većina smatra da je širenje ljudi uzrokovalo njegovo izumiranje.

## Vanjske poveznice
- Paleocraft Megatherium  Arhivirana inačica izvorne stranice od 10. studenoga 2013. (Wayback Machine)
- BBC - Walking With Beasts - Megatherium